# Lecture analytique
La lecture analytique est un procédé de lecture destiné à analyser un texte ou un document. Elle s'appuie sur l'observation d'indices précis afin d'arriver à une interprétation, dans le but de montrer la singularité du texte. Elle permet la rédaction d'un commentaire littéraire.

## Méthode

### Approche globale
Lors de l'approche globale, on s'intéresse :
- au paratexte :
  - titre ;
  - date ;
  - auteur ;
  - référence ;
  - genre ;
  - forme ;
  - contenu ;
  - personnage;

Introduction:
titre, auteur, date, référence, problématique, situation de l'extrait;
développement :
traitement de la problématique;
conclusion:
rappel des axes, réponse à la problématique, et ouverture.